# الحب المحرر
الحب المحرر (بالإنجليزية: Redeeming Love)‏ هي رواية رومانسية تاريخية للكاتبة الأمريكية فرنسين رفيرز وهي عبارة عن محاكاة قصصية بارعة مستوحاة من سفر هوشع، تدور أحداث الرواية بين امرأة زانية وفلاح صالح لطيف تزوَّج بها.
هي رواية مغيرة للحياة، محورها محبة الله المفتدية غير المشروطة التي تخترق جميع الحدود وتحطم أعتى القيود. قالوا عنها أنها رواية مميزة للحياة وأنها أعمق من ذلك بل أنها اكتشاف للحياة.